# Гонтянська Врбиця
Гонтьянська Врбіца (словац. Hontianska Vrbica) — село, громада округу Левіце, Нітранський край. Кадастрова площа громади — 23.85 км².
Населення 603 особи (станом на 31 грудня 2018 року).

## Історія
Гонтьянська Врбіца згадується 1272 року.

## Населення
| Рік:            | 1994. | 2004.   | 2014.   | 2024.   |
| --------------- | ----- | ------- | ------- | ------- |
| Кількість осіб: | 579   | 553     | 564     | 584     |
| Різниця:        |       | -4,49 % | +1,98 % | +3,54 % |

| Рік:            | 2023. | 2024.   |
| --------------- | ----- | ------- |
| Кількість осіб: | 592   | 584     |
| Різниця:        |       | -1,35 % |